# 牧野忠鎮
牧野 忠鎮（まきの ただつね）は、江戸時代後期の越後国長岡藩の世嗣。官位は河内守。

## 経歴
第9代藩主・牧野忠精の長男として誕生。
資性謹厳、純幸友愛の人であったが、生来病弱であった。享和2年から3年（1802年 - 1803年）まで麻疹を患う。『御附録』の享和2年11月11日の記事によると、15歳になったので御目見する予定だったが、足痛で取りやめとなり、翌年2月12日から3月10日まで熱海に湯治へ行き、5月18日に「麻疹御湯祝之」とある。
文化2年（1805年）に松平定信の娘の婉姫（寿姫）と婚姻するが、その3年後に死去した。なお、死因についての記録は『御附録』には記載がない。
家督相続以前に父よりも早く死去し、かつ子がないため、代わって同母弟・忠雅が忠精嫡子となり、後に藩主の座を継いだ。また、忠鎮正室は壽姫と改名し、舅の忠精の養女として越後村上藩主・内藤信敦の継室となった。

## 墓所発掘調査
1982年11月29日から1983年2月2日に東京都港区実施の済海寺長岡藩主・牧野家墓所発掘調査の際に現れた忠鎮墳墓の地下埋葬施設は、ほぼ完形での出土状況であった。すなわち長方形の石室内に敷き詰められた木炭の中に、さらに空間に漆喰を充填した二重構造の木棺が収められていた。この木棺を吊り上げて取り出し開封がなされた。棺の内部には完全な形の遺骨が残っており開棺直後の頭部には頭髪も残存しており、髷を結った状態であった。続いて行われた緊急遺骨調査によると、忠鎮の左大腿骨による推定身長は150.1cmで、太さも歴代藩主の中でも細く、小柄で華奢な体型であったとしている。